# Ẕippori (ort)

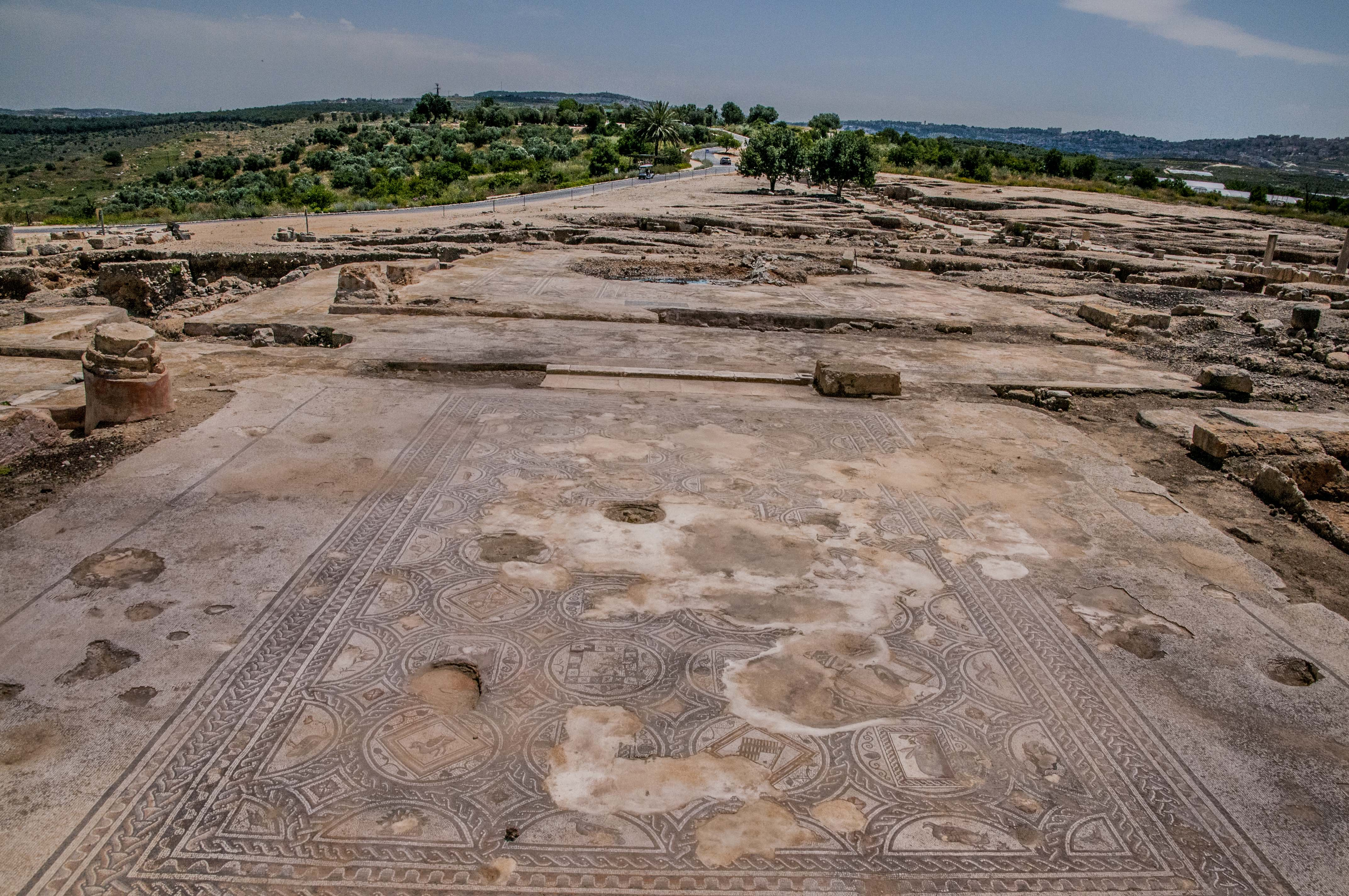
Zippori fllor

Ẕippori (hebreiska: צפורי) är en ort i Israel.   Den ligger i distriktet Norra distriktet, i den norra delen av landet. Ẕippori ligger 257 meter över havet och antalet invånare är 616.
Terrängen runt Ẕippori är kuperad åt sydost, men åt nordväst är den platt.Runt Ẕippori är det ganska tätbefolkat, med 80 invånare per kvadratkilometer. Närmaste större samhälle är Nasaret, 5,6 km söder om Ẕippori. Trakten runt Ẕippori består till största delen av jordbruksmark.